# Chrysina woodi
Chrysina woodi es una especie de escarabajo del género Chrysina, familia Scarabaeidae. Fue descrita científicamente por Horn en 1883.
Habita en Texas, Nuevo México y Chihuahua. Los adultos se alimentan de las hojas de Juglandaceae.

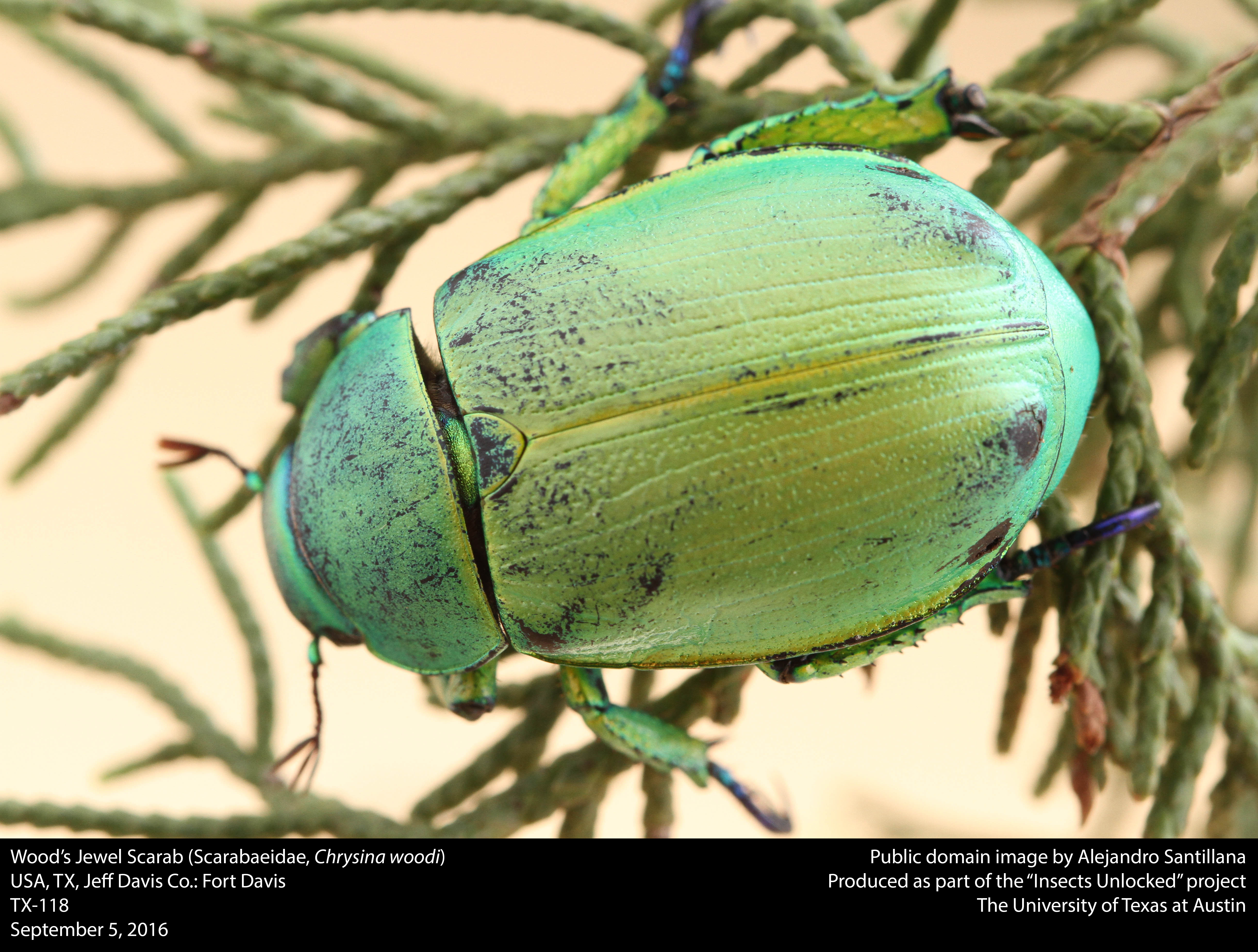
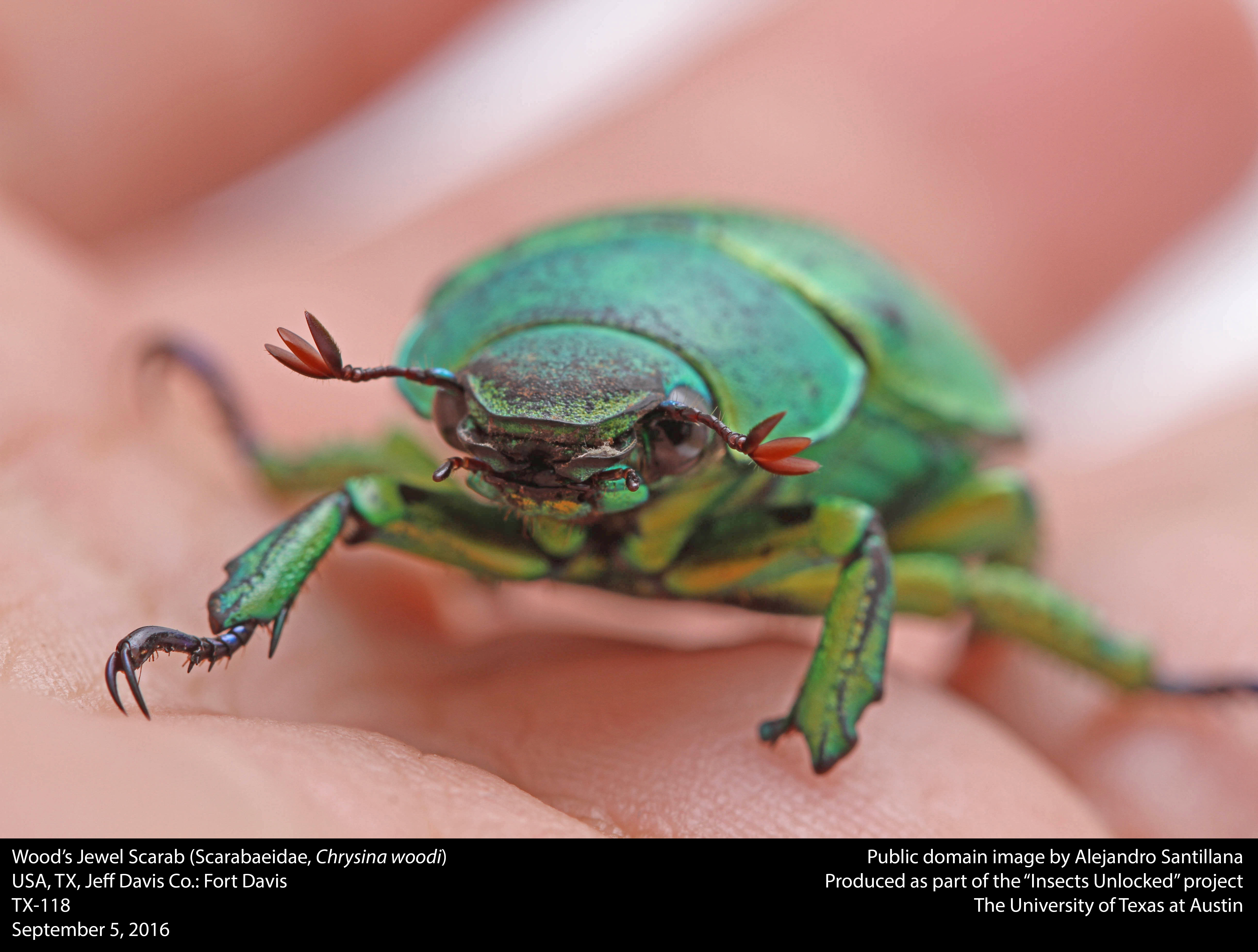
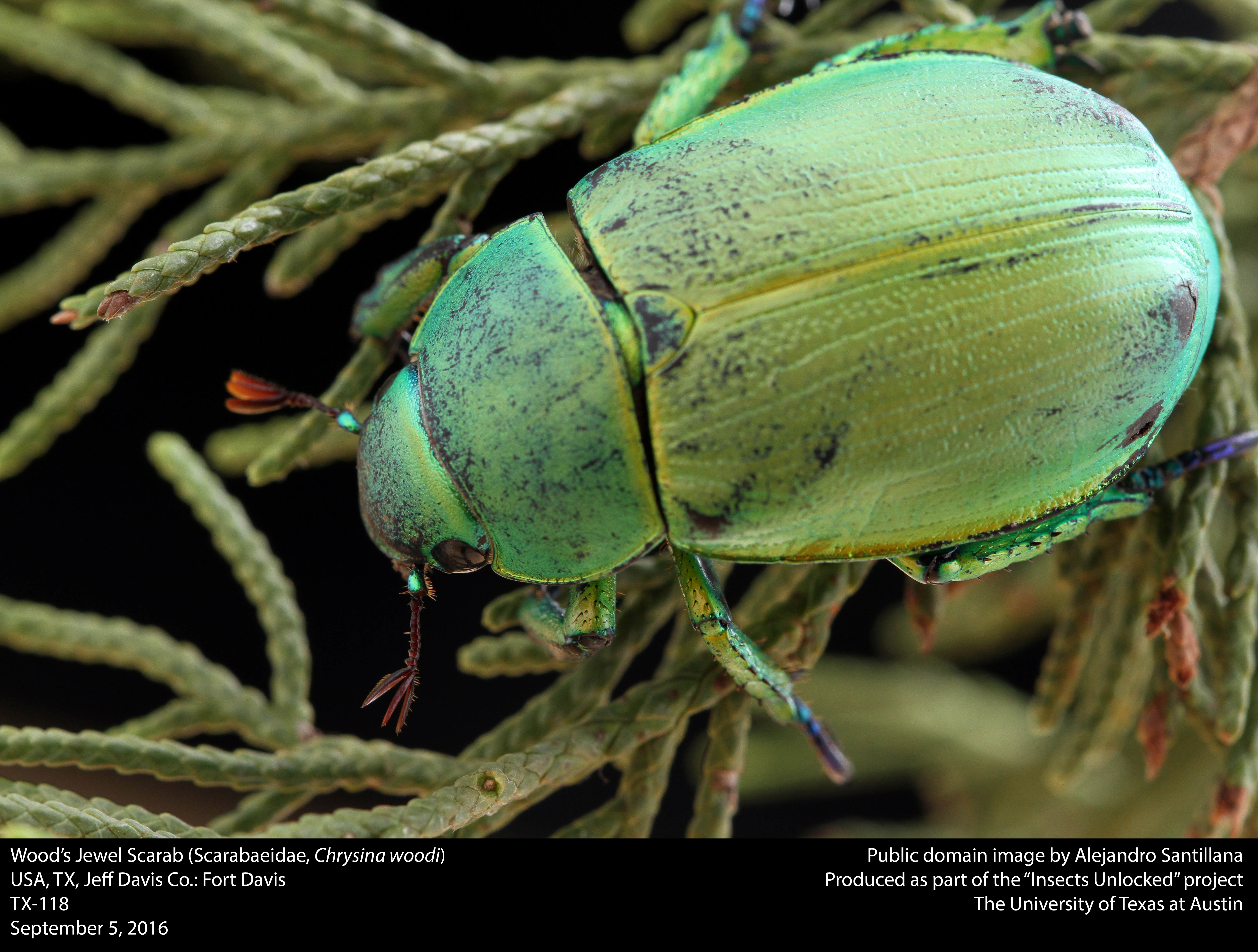
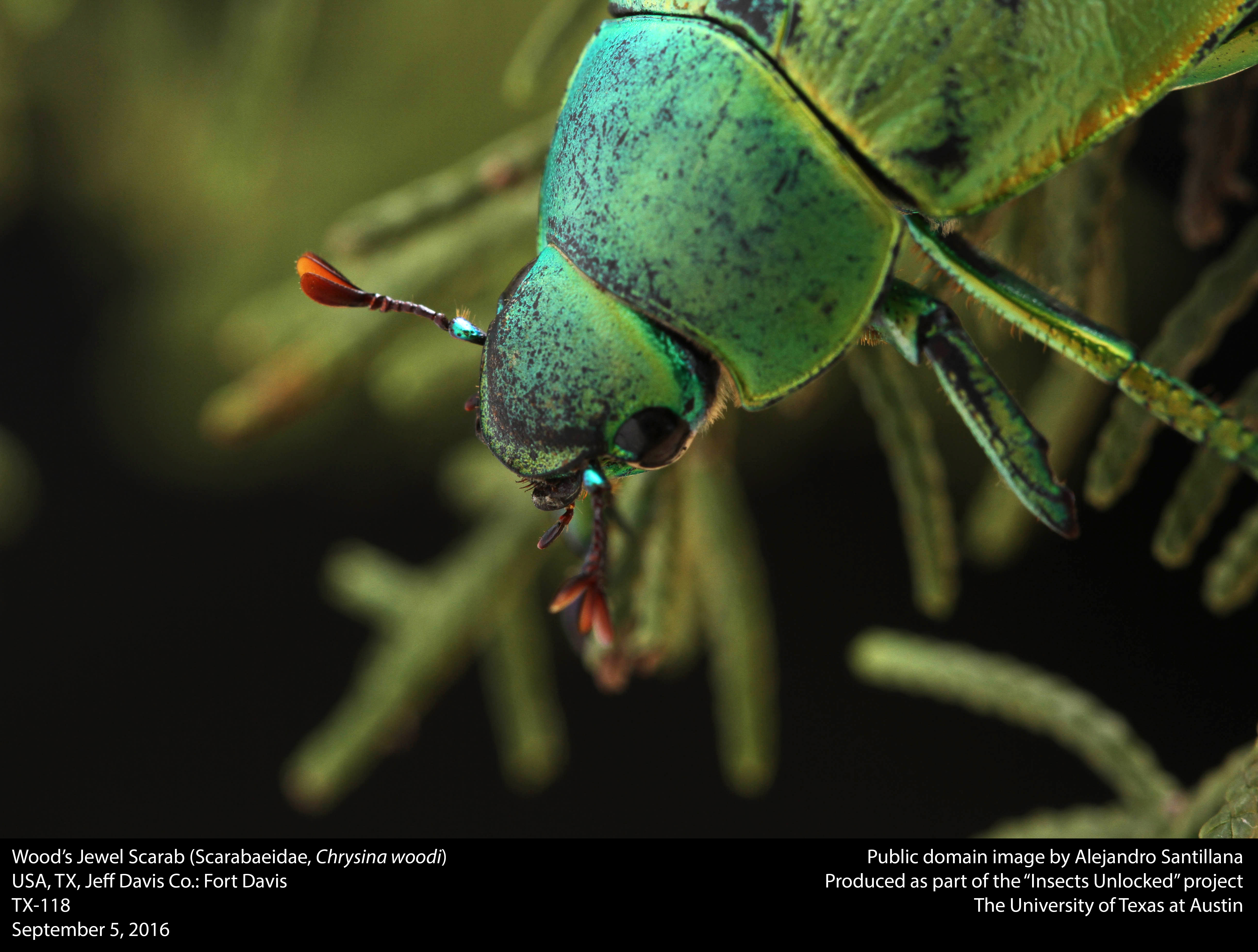
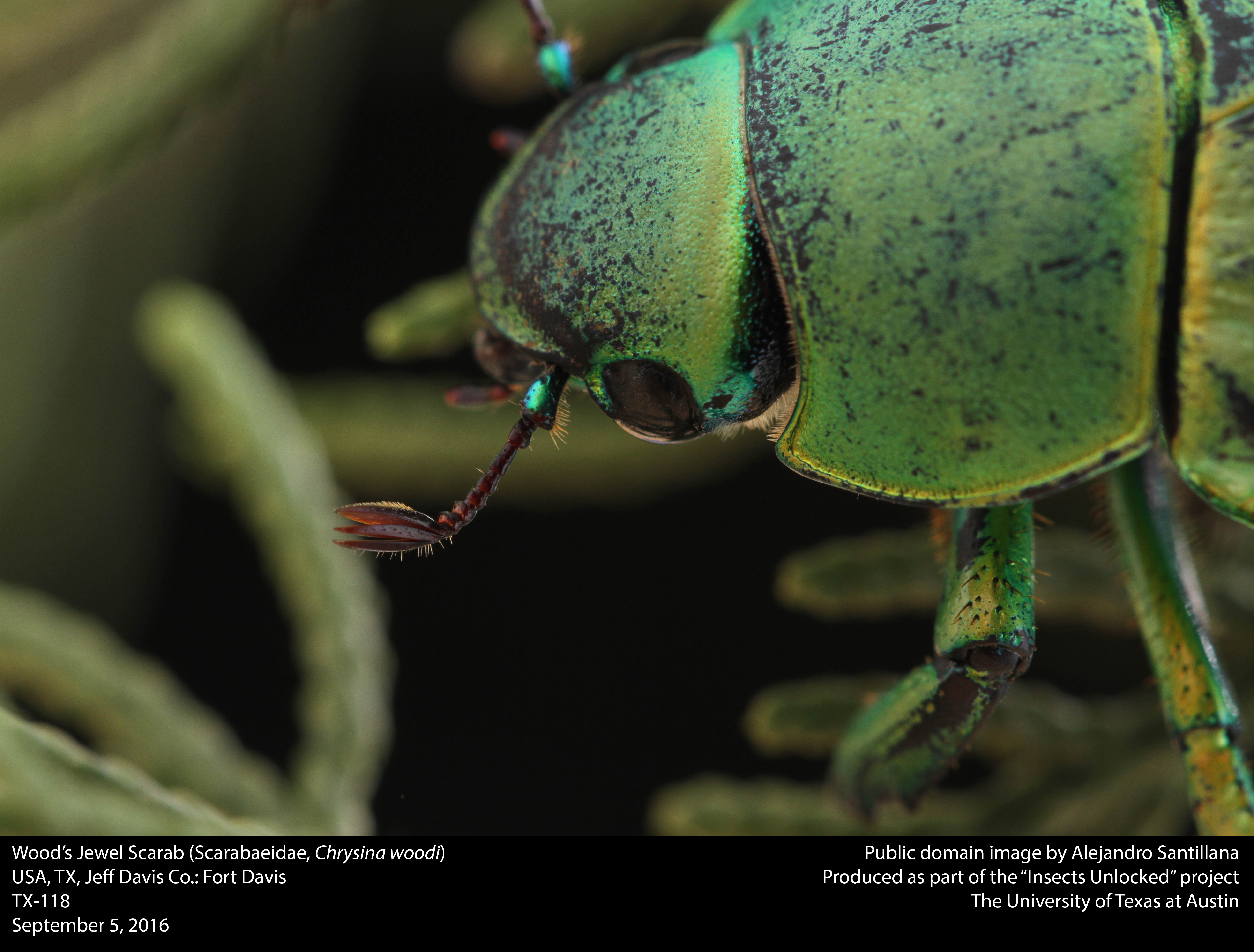